# 2013 في السويد
فيما يلي قوائم الأحداث التي وقعت خلال عام 2013 في السويد.

## رياضة
- 1 يناير – ملعب تيل2 أرينا

## أفلام
من الأفلام التي صدرت هذه السنة في السويد:
- 1 يناير – ديانا من إخراج أوليفر هيرشبيغل.
- 8 فبراير – خليج القراصنة: بعيدا عن لوحة المفاتيح من إخراج Simon Klose [الإنجليزية]‏.

- 1 مارس – يالله دنسا سوا من غناء Behrang Miri [الإنجليزية]‏.